# Maple Club
El Maple Club es un equipo de fútbol de Trinidad y Tobago que juega en la Liga Regional de Trinidad y Tobago, la tercera categoría de fútbol en el país.

## Historia
Fue fundado en el año 1917 en la capital Puerto España y es uno de los equipos de fútbol más ganadores del país, ya que cuenta con trece títulos de la Liga de Puerto España y también ha ganado 7 títulos de copa.
A nivel internacional ha participado en 1 torneo, en la Copa de Campeones de la Concacaf 1970, donde fue eliminado en la primera ronda por el SV Transvaal de Guayana Neerlandesa.

## Palmarés
- Liga de Puerto España: 13

1927, 1928, 1950, 1951, 1952, 1953, 1960, 1961, 1962, 1963, 1967, 1968, 1969
- Copa de Trinidad y Tobago: 7

1940, 1946, 1949 (compartido), 1953, 1963, 1970, 1972

## Participación en competiciones de la Concacaf
| Temporada | Torneo                           | Ronda | Club          | Casa | Visita | Global |
| --------- | -------------------------------- | ----- | ------------- | ---- | ------ | ------ |
| 1964      | Copa de Campeones de la Concacaf | 1     | SV Leo Victor | 4-1  | 0-4    | 4-5    |
| 1970      | Copa de Campeones de la Concacaf | 1     | SV Transvaal  | 1-2  | 0-2    | 1-4    |